# 山根道公
山根 道公（やまね みちひろ、Yamane Michihiro　1960年 - ）は、日本の近代文学研究者。
研究対象は遠藤周作を中心に八木重吉、宮沢賢治、芥川龍之介等のキリスト教文学。ノートルダム清心女子大学教授。

## 来歴
1960年、岡山県倉敷市に生まれる。早稲田大学第一文学部卒業、立教大学大学院修了後、日本大学、明治大学等の非常勤講師を経て、1998年よりノートルダム清心女子大学キリスト教文化研究所に所属。
遠藤周作の親友で共にフランスで学んだ井上洋治神父が、1986年、日本の文化的風土のなかにイエスの福音が根をおろし、開花することをめざして、若い人たちと共にはじめた運動「風（プネウマ）の家」創設に参加し、機関誌「風（プネウマ）」の編集に携わる。共に活動した「風の家」出身には、カトリック司祭の伊藤幸史、批評家の若松英輔、東京大学教授の山本芳久、ノートルダム清心女子大学教授の山根知子らがいる。
遠藤周作らが設立した日本キリスト教芸術センターの会員となり、遠藤周作が中心となって行われた勉強会（月曜会）に参加。1996年、遠藤周作の没後、『遠藤周作文学全集』全15巻（新潮社、1999年から2000年）の編集に協力、全巻の解題を担当し、詳細年譜・著作目録を作成。また、2014年3月に帰天した井上洋治神父の遺稿を整理し年譜と解説・解題を付した『井上洋治著作選集』全10巻別巻（2015年-2019年、日本キリスト教団出版局）の編集・解題の担当を行った。2021年4月に刊行した遠藤周作学会編『遠藤周作事典』（2021年、鼎書房）で責任編者を務めている。

## 受賞歴
2006年　『遠藤周作  その人生と「沈黙」の真実』（2005年、朝文社）により2006年日本キリスト教文学会奨励賞受賞。

## 著書
- 『遠藤周作  その人生と「沈黙」の真実』2005年、朝文社
- 『遠藤周作『深い河』を読む　マザー・テレサ、宮沢賢治と響きあう世界』2010年、朝文社
- 『遠藤周作と井上洋治　日本に根ずくキリスト教を求めた同志』2019年、日本キリスト教団出版局

## 共著
- 『風のなかの想い―キリスト教の文化内開花の試み』1989年、井上洋治・山根道公 日本キリスト教団出版局
- 『イーハトーヴからのいのちの言葉―宮沢賢治の名言集―』1996年、山根道公・山根知子 角川書店
- 『生命論への視座』1998年、大明堂
- 『遠藤周作を読む』2004年、笠間書院
- 『遠藤周作　挑発する作家』2008年、至文堂
- 『異文化の中の日本文学』2013年、弘学社
- 『文学における神の物語』2014年、リトン

## 編著
- 『遠藤周作文学全集』全15巻 1999年-2000年、新潮社
- 『井上洋治著作選集』全10巻別巻 2015年-2019年、日本キリスト教団出版局
- 『遠藤周作事典』2021年、鼎書房、遠藤周作学会編
- 『遠藤周作短篇集』2024年、岩波文庫